# Bathilde
Pour les articles homonymes, voir Bathilde (homonymie).
Titre
Reine des Francs
Bathilde (dite aussi autrefois Bathieult, Bateuch ou Baudour), née vers 630 et morte le 30 janvier 680 à Chelles (Seine-et-Marne), est une reine des Francs, épouse de Clovis II et régente du royaume de Neustrie-Burgondie pendant la minorité de Clotaire III. Reconnue sainte par l'Église catholique, elle est commémorée le 30 janvier selon le Martyrologe romain.

## Sources
Les chroniques mérovingiennes (Chronique de Frédégaire et Liber Historiæ Francorum) disent très peu de choses sur Bathilde. La principale source biographique est une Vita sanctæ Bathildis anonyme, écrite dès la fin du VIIe siècle, peu après sa mort (dite Vita A). Une version remaniée de cette hagiographie a été produite au début du IXe siècle (la Vita B) : le remaniement porte sur le style, mais consiste aussi en l'ajout de détails dans le sens de l'exaltation du personnage.
Ces Vies ont eu une postérité littéraire dès le Moyen Âge : on conserve une Vie de sainte Baltelt roine, en ancien français et en prose, datant du XIIIe siècle, et un Miracle de sainte Bauteuch du XIVe siècle. Bathilde apparaît aussi comme personnage dans des romans médiévaux comme Theseus de Cologne ou Ciperis de Vignevaux (XIVe siècle).

## Biographie

### L'incertitude des origines

#### Des origines modestes?
La Vita A, source primaire, est très succincte sur ses origines : elle vint en Gaule vendue comme esclave (« vili pretio venumdata »), et sa provenance est indiquée par les expressions « de partibus transmarinis » et « ex genere Saxonum » (§ 2). Cette dernière information est confirmée par le Liber Historiæ Francorum (« accepitque uxorem de genere Saxonorum nomine Bathilde »). On en déduit qu'elle était d'origine saxonne, un peuple germanique continental ayant colonisé le sud-est de la Grande-Bretagne. L'hagiographe développe le thème religieux des petits et des humbles élevés aux honneurs par la Providence divine (« qui de parvis efficit magnos, immo qui de stercore elevat pauperem », etc.), ce qui fait penser à une origine très modeste du personnage.

#### Des origines aristocratiques?
L'idée d'une origine plus illustre est glissée au passage parmi les ajouts de la Vita B (« Claro namque sanguine, licet alterius gentis serviret obsequiis » : « de sang illustre, bien qu'elle servît une autre famille »), mais rien n'est précisé. Dans la Vie de sainte Baltelt roine du XIIIe siècle, on passe à l'idée d'un lignage royal, dans un scénario romanesque : « Cheste dame fut nee de Sessoigne et estraite de roiale lignie, et fut en sa jonece ravie des mescreans ». Ce qui n'empêche pas l'auteur, peu gêné par la contradiction, de reprendre le même thème religieux que l'hagiographie : « Car il fait des petiz grans [...], si comme nous veons qu'il est aempli en ceste glorieuse roine ». Selon ce même texte, Bathilde serait née en « Sessoigne », un terme désignant en vieux français la Saxe continentale, confirmant ainsi ses origines ethniques saxonnes germaniques.

### Épouse du roiClovisII
Bathilde fut acquise par Erchinoald (ou Archambaut), maire du palais qui la fit entrer dans sa maisonnée,. Selon la Vie de Bathilde, le maire du palais l'employait pour lui servir à boire dans sa chambre (« eam instituit ut sibi in cubiculo pocula porrigeret » : « il la fit servir à boire dans sa chambre »). Après la mort de sa femme, Erchinoald il voulu l'épouser, mais elle se déroba en se cachant... ce dernier fait est peu crédible.
Erchinoald, figure dominante de la cour, présenta Bathilde au jeune Clovis II, roi de Neustrie et de Bourgogne  qui l'épousa peu après 648,. Ce qui permit à Erchinoald de renforcer ses liens avec le roi.
Avec Clovis II, Bathilde eut cinq enfants, dont Clotaire III, roi de Neustrie et de Bourgogne, Childéric II, roi d'Austrasie, et Thierry III qui succéda à Clotaire III.
Sans doute malade depuis depuis un certain temps, Clovis II s'éteignit en 657. La question de la succession se posait car les trois fils du roi défunt étaient de jeunes enfants. Sa veuve, Bathilde, devait donc se battre pour garder le trône de Neustrie-Burgondie à son fils aîné et assurer la régence pendant sa minorité.

### Régente de Neustrie (657-664)

#### Une habile politique
A sa mort, Clovis II laissait trois fils en bas âge, seule, le jeune Clotaire III fut reconnu roi. Le maire du palais Erchinoald soutint sa mère, Bathilde, à devenir régente de Neustrie. A la mort d'Erchinoald, en 658, un comité de régence se mit en place où siégeaient entre autres des évêques et le nouveau maire du palais Ebroïn. Bathilde parvint à y prendre l'ascendant. Elle apparut comme une solution de compromis pendant la minorité de Clotaire III alors qu'aucun clan n'était en mesure de l'emporter et pour que le royaume de Neustrie ne s'affaiblisse pas.
La reine s'entoura de conseillers ecclésiastiques, l'évêque de Rouen, Ouen, l'évêque de Noyon, Éloi, l'évêque de Paris,  Chrodobert. Elle fit venir au Palais de jeunes nobles et leur attribua des postes pour s'assurer de leur fidélité. Elle usa des consécrations épiscopales pour placer des fidèles dans des régions mal contrôlées n'hésitant pas à faire exécuter le gouverneur de la région de Lyon, à faire arrêter son frère, l'évêque Aunemund qui mourut assassiné et à nommer à sa place, un de ses proches, Genès. L'assassinat de plusieurs ecclésiastiques pendant cette période fut à l'origine de l'impopularité de Bathilde, qualifiée de nouvelle Jézabel.
En 662, Childéric II fut reconnu roi d'Austrasie, Bathilde était ainsi parvenue à placer ses deux fils aînés sur un trône renforçant ainsi sa position, sans pour autant rééditer la prouesse politique de Brunehaut qui garda le pouvoir pendant 33 ans.

#### La recherche de l'appui de l’Église catholique
Dans la suite de la réforme du pape Grégoire le Grand, Bathilde s'employa à améliorer la conduite du clergé en luttant contre la simonie. Utilisant les ressources du fisc, elle combla l’Église de bienfaits, relevant des monastères, en fondant de nouveaux (abbaye de Corbie, abbaye de Chelles...) et resserra les liens avec l'abbaye de Luxeuil, s'associant ainsi aux entreprises religieuses de l'aristocratie. La générosité royale créait des liens personnels avec les abbés en accordant le privilège de l'immunité qui limitait l'intervention des évêques dans certains monastères.
Répondant à une demande du pape, Bathilde interdit la vente de captifs chrétiens à l'intérieur du royaume. L'historien Laurent Feller, dans son ouvrage, Église et société en Occident : VIIe – XIe siècle, précise :  

« À titre privé, elle achète des captifs qu'elle libère ou qu'elle fait entrer dans les monastères. Le concile de Chalon-sur-Saône se fait l'écho de cette sollicitude donnant force de loi canonique à des dispositions légales (comme les prohibitions de ventes d'esclaves). »

De nombreux établissements religieux furent également soutenus par la reine :
- abbayes royales de Saint-Denis, de Saint-Martin de Tours ;
- abbayes de Jumièges, de Saint-Wandrille de Fontenelle, de Luxeuil, de Jouarre, de Saint-Benoît-sur-Loire, de Abbaye Saint-Pierre de Montier-la-Celle ;
- basiliques de Saint-Germain d'Auxerre, de Saint-Médard de Soissons, de Saint-Aignan d'Orléans.

On assista dès lors à une sacralisation de la fonction royale, Clovis II et Bathilde réunissant un important trésor d'objets liturgiques qui contribua à donner, à l'oratoire royal, un très grand prestige.

#### La fin d'une grande reine
La dernière intervention politique de la reine est mentionnée dans une charte de l'évêque d'Amiens Berthefrid datée de 664, au sujet de l'abbaye de Corbie.
Dès 664, Ouen de Rouen et les grands de Neustrie reprirent leur indépendance profitant des désordres dans l'Église de Paris et de l'arrivée à la majorité de Clotaire III. Refusant l'affrontement, Bathilde se retira au monastère de Chelles et ne jouant plus aucun rôle politique, elle y mourut en 680.
Bathilde fut la dernière des reines mérovingiennes à exercer un pouvoir politique de premier plan, après son retrait, le maire du palais Ebroïn fit peser sa poigne de fer sur le royaume franc et dès lors, jamais plus les rois mérovingiens ne purent reprendre l'ascendant sur les maires du palais.

### Moniale

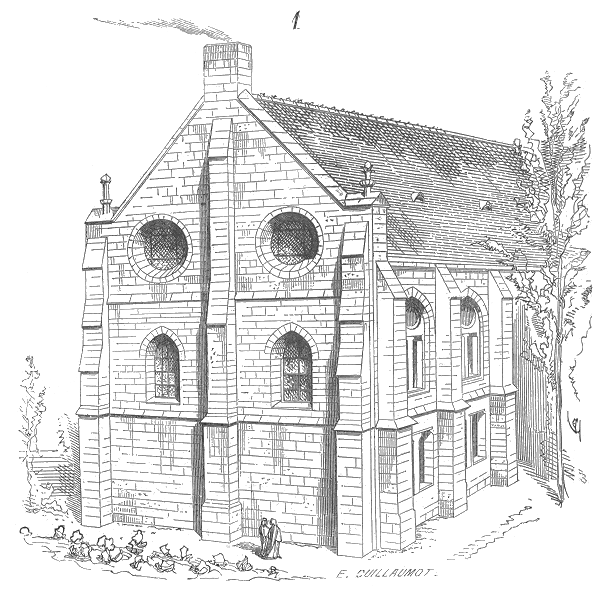
Abbaye de Chelles.

La Vita Bathildis ne précise pas la raison pour laquelle la reine quitta le pouvoir, après un complot fomenté par Ébroïn, maire du palais de Neustrie. La situation autour d'elle devenait de plus en plus violente. Vers 665, l'évêque de Paris Sigebrand (Sigobrandus), l'un de ses conseillers, fut assassiné.
Bathilde se retira alors à Chelles dans le monastère qu'elle avait fondé, avant 646. L'abbaye de Chelles avait reçu un soutien constant de cette reine. Elle agrandit l'oratoire de Clotilde et fit bâtir une nouvelle église consacrée à la Sainte-Croix.
Bathilde n'a semble-t-il jamais prononcé de vœux monastiques. Elle entra à Chelles sous l'abbatiat de Bertille, nommée par Bathilde elle-même.

### Mort de Bathilde
Retirée à l'abbaye de Chelles, Bathilde mourut le 30 janvier 680 ou 681, vers l'âge de cinquante ans. 

Blason de la ville de Chelles.

Ses obsèques se résument à un simple office chanté par les moniales. Elle est inhumée dans un tombeau placé au fond de l'abside orientale de l'église de la Sainte-Croix près de l'abbaye de Chelles et canonisée peu après par le pape Nicolas Ier.

« Post præclara omnium virtutum opera, usque ad evangelicam perfectionem voluntarie se sancto proposito subdidit, ut vera Dei famula sub sancta religione beatam vitam feliciter consummavit. (au terme de ses actes glorieux dans le siècle, elle a recherché la perfection évangélique, et telle une servante de Dieu a achevé sa vie en moniale). »

— antienne du Benedictus de l'office auprès de l'ancienne abbaye de Chelles.
Jacques de Voragine, dans La Légende dorée, raconte qu'à sa mort elle a la vision d'une échelle dressée devant l'autel de la Vierge Marie, touchant ainsi le ciel et pénétrant ses secrets en compagnie des anges. Même si ce récit n'est qu'une légende, l'échelle figure aujourd'hui sur le blason de la ville de Chelles.

### Un personnage controversé
La vie et l'action de Bathilde nous sont connus soit par des hagiographes, soit par des détracteurs. Les récits la concernant varient donc selon le point de vue duquel on se place.
Selon les uns :
- Elle évite les conflits, veille à l’application de la justice, et envoie des missionnaires en Allemagne[15].
- Elle rend la vente et l'achat d'esclaves définitivement illégaux, sans toutefois obliger les propriétaires des grandes exploitations (souvent d'ancienne origine gallo-romaine), à affranchir les leurs immédiatement. Le système finira par s'éteindre. Quant aux captifs venus de l'étranger et proposées à la vente, elle décrète qu'ils deviennent obligatoirement libres sur le sol des Francs. Elle s'efforce d'interdire la vente des enfants, et essaie aussi de faire interdire la vente d’esclaves chrétiens sur les marchés extérieurs[16]. La reine rachète alors de nombreux captifs. De plus, elle libère de nombreux chefs de famille emprisonnés pour dettes fiscales, dénonçant le principe de l'impôt payé en fonction du nombre de personnes au foyer, ce qui a parfois pour conséquence qu'on laissait mourir les nouveau-nés[17] ;
- Enfin, elle combattit la simonie dans le clergé[17].
- La Chronique de Frédégaire qualifie Bathilde de « reginam prudentem et elegantem » (« reine sage et raffinée »). Selon la tradition, elle aurait grandement influencé son époux pour qu'il mène le royaume d'une main ferme. D'après une légende apparue vers le XIIe siècle, dite des « énervés de Jumièges », elle le poussa à sanctionner durement ses deux plus jeunes fils qui s'étaient rebellés contre lui : les nerfs des jambes brûlés, ils furent abandonnés dans une barque sur la Seine, et recueillis à l'abbaye de Jumièges. Clovis et Bathilde auraient été présents lors de leur entrée à l'abbaye. Cette histoire est invraisemblable de bout en bout (leur fils aîné Clotaire III avait cinq ans à la mort de son père), mais elle fut insérée à la fin du Moyen Âge dans les Vies latines et françaises de Bathilde.

Selon les autres :
- Dans la Vie de saint Wilfrid, le moine anglo-saxon Étienne de Ripon, donne de Bathilde une tout autre image : au § 6, le jeune Wilfrid est dit être resté pendant trois ans se former auprès de « Dalfinus », évêque de Lyon, qui voulait faire de lui son héritier, mais la reine Balthide, nouvelle Jézabel, fit à cette époque exécuter neuf évêques, dont Dalfinus, et Wilfrid dut s'enfuir (« Nam illo tempore malivola regina nomine Baldhild Ecclesiam Domini persecuta est : sicut impiissima regina Gezabel prophetas Dei occidit, ita ista [...] novem episcopos occidere jussit, ex quibus unus est iste Dalfinus » : « en ce temps, la reine malveillante du nom de Bathilde persécuta l'Eglise du Seigneur : de la même manière que la reine impie Jézabel a tué les prophètes de Dieu, celle-là ordonna de tuer neuf évêques, parmi lesquels se trouvait Dalfinus. »). Ce « Dalfinus » n'est sûrement autre que saint Ennemond, qui fut exécuté vers 658, donc sous la régence de Bathilde.
- Cette histoire est reprise par Bède le Vénérable (Histoire ecclésiastique du peuple anglais, V, 19), qui précise d'ailleurs que l'évêque Dalfinus fut décapité, et qui incrimine aussi nommément Bathilde (« Namque Baldhild regina missis militibus episcopum jussit interfici » : « Et en effet, la reine Bathilde envoya des soldats et leur ordonna de tuer l'évêque. »). Cependant, il est peu probable qu'une reine qui aurait fait exécuter plusieurs évêques ait été canonisée ; les historiens modernes incriminent plutôt le maire du palais Ébroïn, connu pour ses violences.

## De la reine à sainte Bathilde

### Un culte précoce
Cette reine mérovingienne fut entourée d'un culte par les premiers membres de la maison carolingienne : 
- certaines princesses devinrent abbesses de l'abbaye de Chelles fondée par elle ;
- le monastère de Chelles accueillit Gisèle, la sœur de Charlemagne qui en devint abbesse ;
- la translation de ses ossements vers une nouvelle chapelle, en tant que reliques, fut ordonnée par l'abbesse Egelwicht et effectuée le 17 mars 833 en présence de l'évêque de Paris, Erchanrade II ;
- la célébration définitive du 30 janvier, déjà mentionnée en 822 par l'abbé de Corbie, ainsi que celle du 17 mars, la fête de la translation, furent établies sous le règne de Louis le Pieux ;
- Une particularité de l'office à Chelles était ses répons avec lesquels était célébrée la vie de cette sainte selon la Vita Bathildis, par exemple « elle qui avait fui le mariage avec un prince, épousa, par la volonté de Dieu, un roi pour le salut du peuple ».

### La canonisation
- Bathilde fut canonisée définitivement au XIe siècle par le pape Nicolas II. Au regard des antiennes de la fête de sainte Bathilde, le 30 janvier[18], l'abbaye Saint-Pierre de Solesmes adopta deux antiennes dans le tome V de l'Antiphonale monasticum sorti en 2008, la première édition critique du chant grégorien[19]. D'une part, il s'agit d'un autre texte pour le Benedictus. D'autre part, une antienne pour le cantique Magnificat des vêpres[20] :

« S. BATHILDIS, MONIALIS (In Gallia)
Ad Laudes matutinas - Ad Benedictus (chantée avec notation) :
Quam pulchra es Bathildis, et quam decora in deliciis ! in qua iucundam sibi Deus habitationem præparavit.
Ad Vesperas (chanté avec notation) :
Ancilla fidelis et sponsa electa intravit in cor et gaudium Domini sui, cuius amore languebat. »

— die 30 ianuarii

### Les reliques
Le musée Alfred Bonno de Chelles conserve des vêtements ayant appartenu à la reine Bathilde : tunique brodée, manteau, grande robe ou encore cordon de cheveux.

## Bathilde dans l'art

### Arts graphiques
- Amiens : bibliothèque Louis Aragon, Lectionnaire du XIIe siècle, enluminure de la lettre B représentant sainte Bathilde.
- Londres : British Library, Chroniques de Saint-Denis, sainte Bathilde (XIVe siècle).
- Meaux : cathédrale Saint-Étienne, Mort de saint Eloi (avec sainte Bathilde à ses pieds). Tableau de Jean Senelle (1648).
- Montauban: musée Ingres-Bourdelle, dessin représentant la reine Bathilde par Ingres (XIXe siècle).
- Orléans : Musée des Beaux-Arts, Bathilde vendue à Erchinoald, tableau de Guy-Louis Vernansal (1700).
- Paris : Bibliothèque nationale de France, Grandes Chroniques de France, livre V, chapitre 23, portrait de la reine Bathilde.

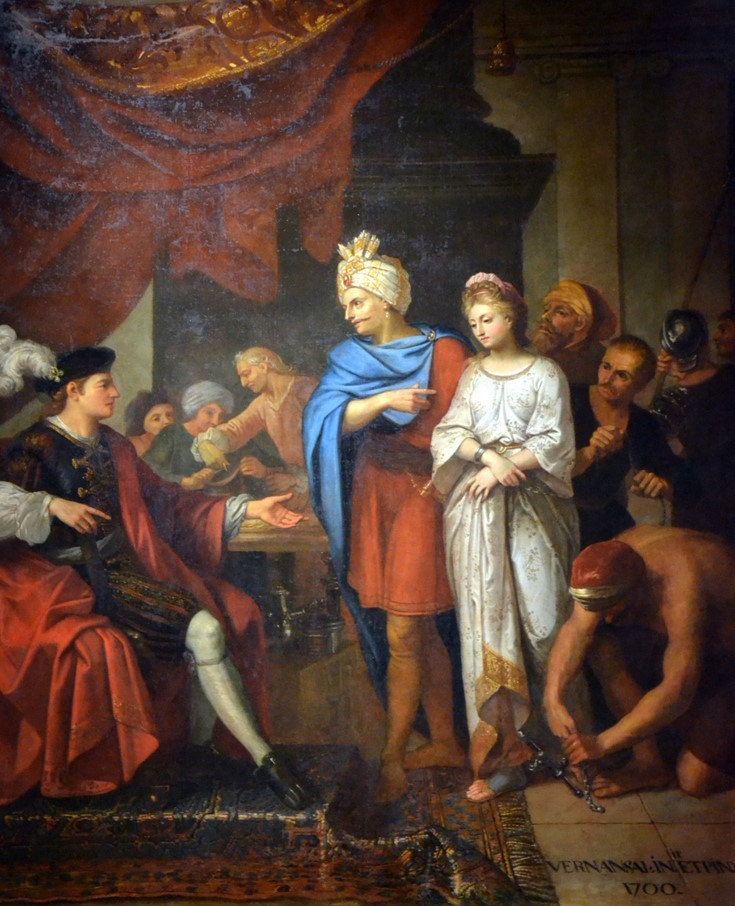
Sainte Bathilde vendue à Erchinoald, par Guy-Louis Vernansal, 1700, Musée des Beaux-Arts d'Orléans.
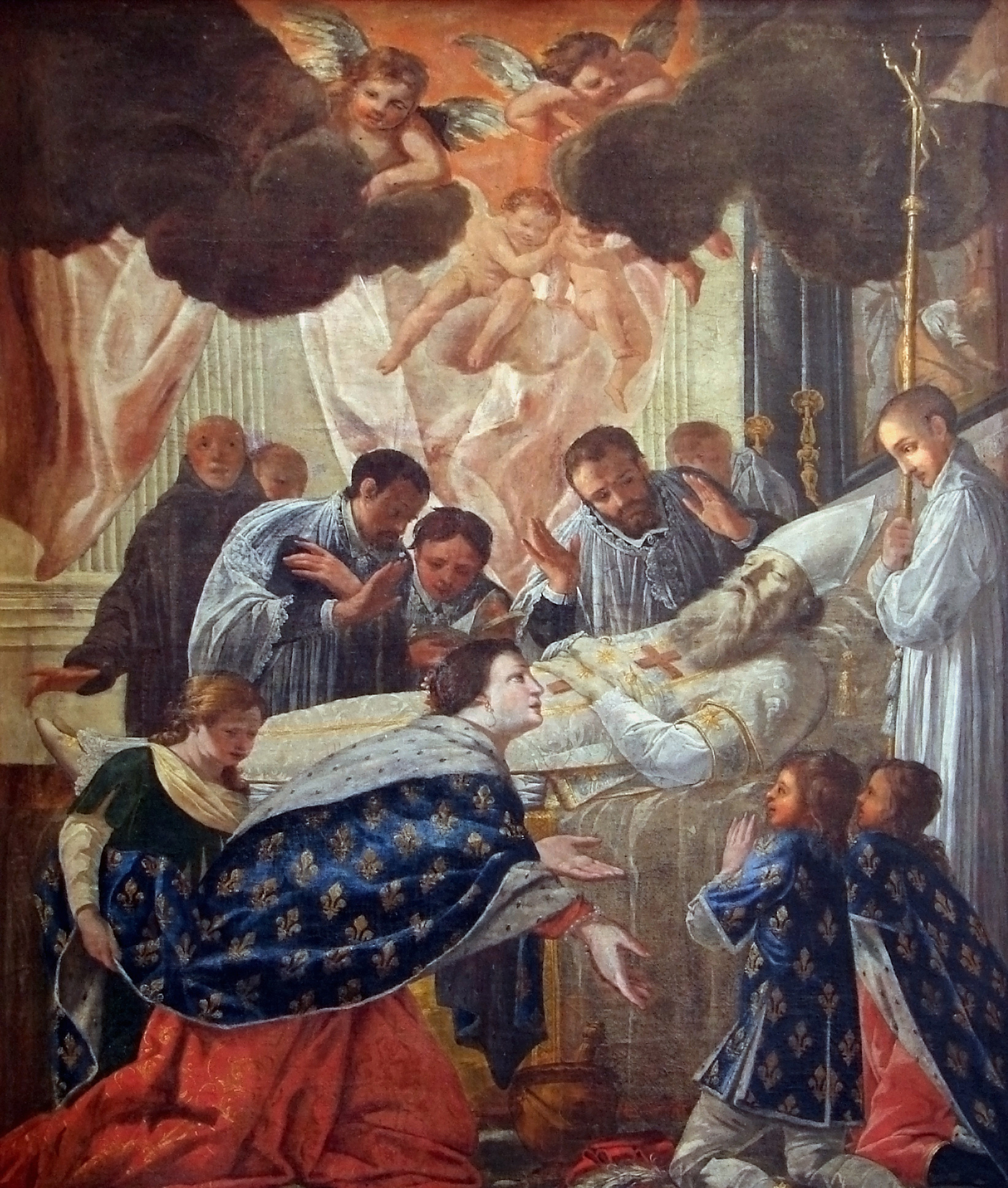
La Mort de saint Eloi, par Jean Senelle (1648). Bathilde agenouillée aux pieds de saint Eloi mort, Cathédrale Saint-Étienne de Meaux.

### Vitrail
- Dammartin-en-Goële : église saint-Jean-Baptiste, vitrail du Sacré-Coeur, la reine Bathilde.

### Sculpture
- Châtenay-Malabry : église Sainte-Bathilde de Robinson, statue de sainte Bathilde (extérieur) ;
- Chelles : église Saint-André, statue en pierre polychrome de sainte Bathilde, en tenue d'abbesse, un livre dans la main droite (XVIIe siècle),  Inscrite MH (1996) au titre d'objet[22] ;
- Corbie :
  - abbatiale Saint-Pierre, statue en pierre de sainte Bathilde (XIVe siècle),  Classée MH (1905) au tire d'objet[23] ;
  - musée des Amis du vieux Corbie, statue de la reine Bathilde (XIXe siècle) ;
- Paris :
  - basilique du Sacré-Cœur de Montmartre, autel de la chapelle des reines de France, en bas, à gauche, statue de Bathilde ;
  - basilique Sainte-Clotilde, statue de sainte Bathilde, reine de France, épouse de Clovis II par Michel-Louis Victor Mercier ;
  - église Saint-Germain-l'Auxerrois, statue de sainte Bathilde sur les colonnes supportant les avancées de la façade occidentale ;
  - Jardin du Luxembourg, statue de la reine Bathilde, reine de France, par Victor Thérasse (1848) ;
- Vanves : prieuré Sainte-Bathilde (Bénédictines de Sainte Bathilde), statue (2018).

Statues de sainte Bathilde
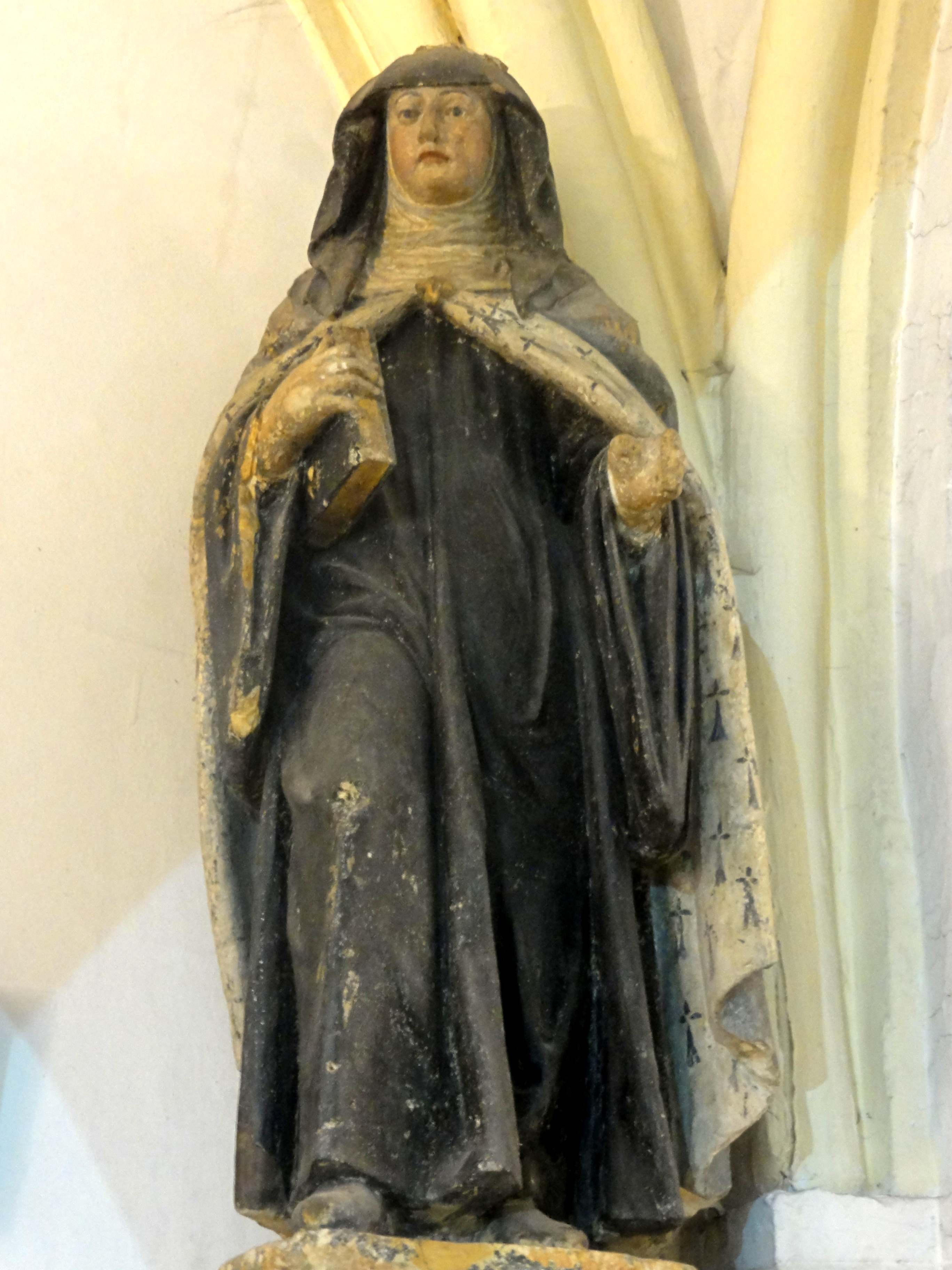
Chelles, église Saint-André.
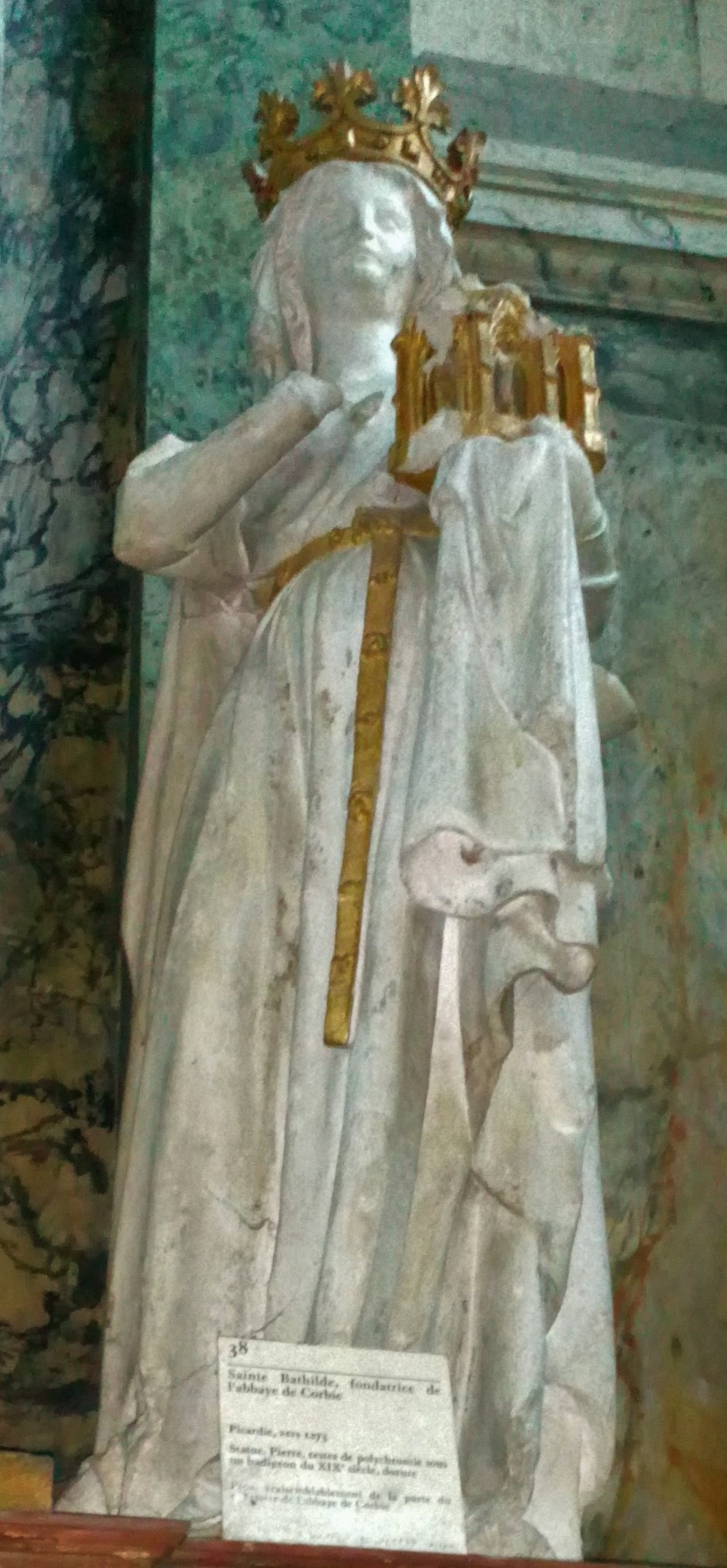
Corbie, abbatiale Saint-Pierre.
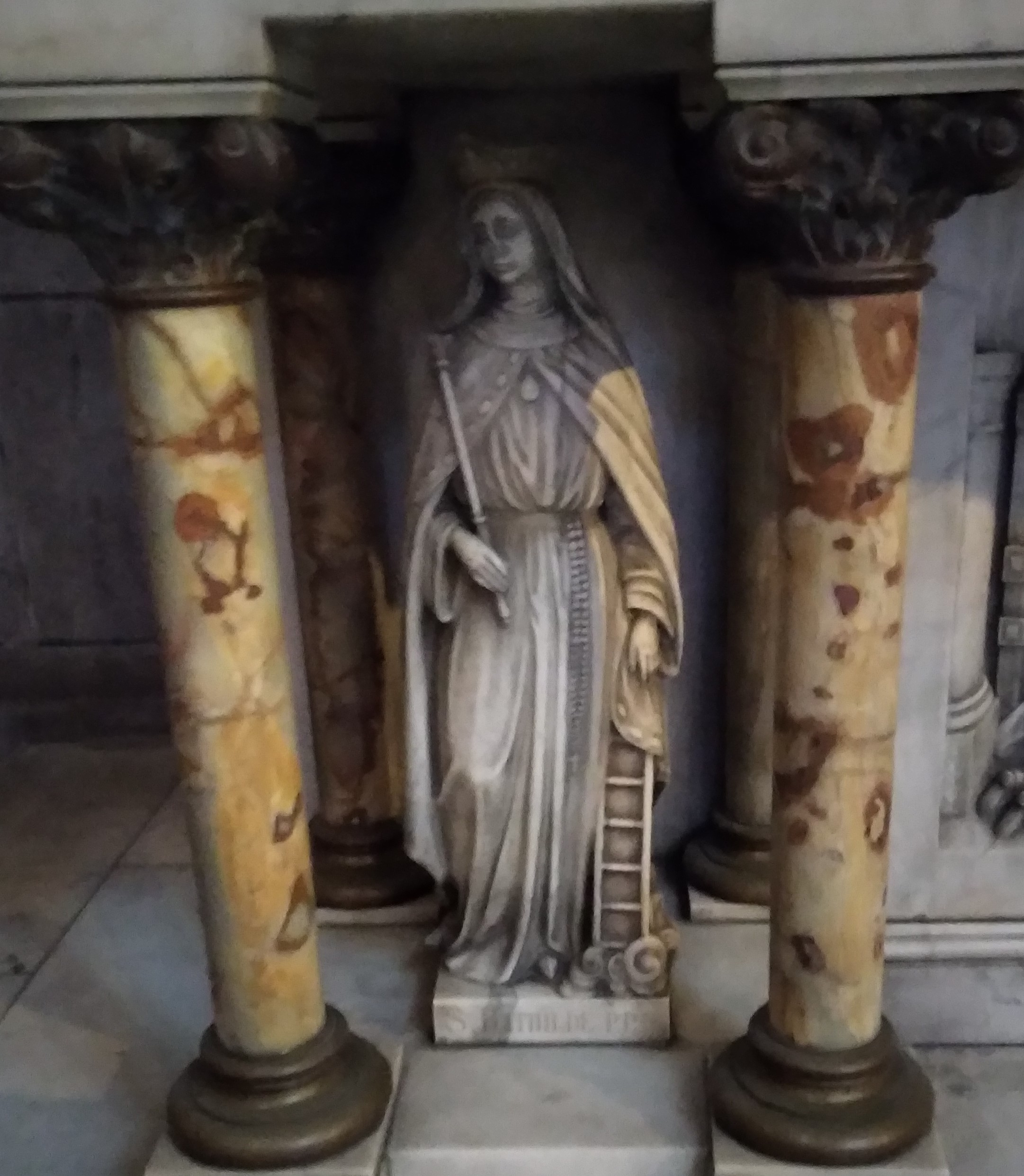
Paris, basilique du Sacré-Cœur.
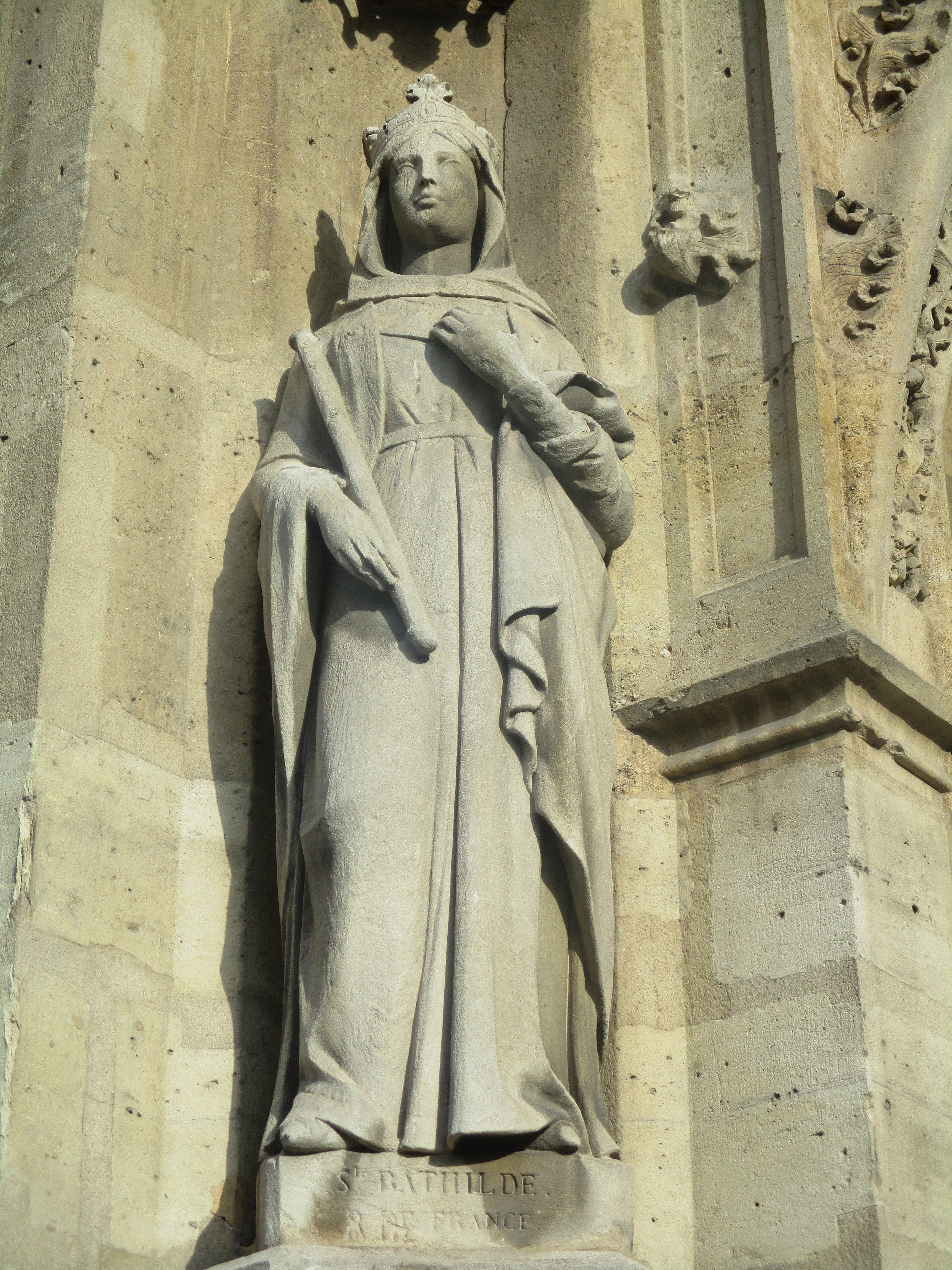
Paris, église Saint-Germain-l'Auxerrois.

### Odonymie
- Chelles : rue Sainte-Bathilde ;
- Corbie : allée de la reine Bathilde ;
- Rueil-Malmaison : avenue Sainte-Bathilde.